# Новоникольский сельсовет (Грачёвский район)
Новоникольский сельсовет — сельское поселение в Грачёвском районе Оренбургской области Российской Федерации.
Административный центр — село Новоникольское.

## История
9 марта 2005 года в соответствии с законом Оренбургской области № 1897/325-III-ОЗ образовано сельское поселение Новоникольский сельсовет, установлены границы муниципального образования.

## Население
| 2010 | 2012 | 2013 | 2014 | 2015 | 2016 | 2017 |
| ---- | ---- | ---- | ---- | ---- | ---- | ---- |
| 660  | ↘636 | ↘635 | ↘604 | ↘598 | ↘575 | ↘558 |
| 2018 | 2019 | 2020 | 2021 |      |      |      |
| ↘541 | ↘510 | ↘491 | ↘472 |      |      |      |

## Состав сельского поселения
| № | Населённый пункт | Тип населённого пункта       | Население |
| - | ---------------- | ---------------------------- | --------- |
| 1 | Каликино         | посёлок                      | 102       |
| 2 | Новоникольское   | село, административный центр | 355       |
| 3 | Покровка         | село                         | 203       |